# Чернеча Раковата
Чернеча Раковата, Грековата — річка в Україні у Нікольському й Маріупольському районах Донецької області. Права притока річки Кальміусу (басейн Азовського моря).

## Опис
Довжина річки приблизно 15,02 км, найкоротша відстань між витоком і гирлом — 11,54  км, коефіцієнт звивистості річки — 1,30 . Формується багатьма балками та загатами.

## Розташування
Бере початок на південно-західній стороні від села Приовражне. Тече переважно на південний схід через селище Сартану і впадає у річку Кальміус.

## Цікаві факти
- У XX столітті на річці існували водокачки, водосховища, молочно-, птице-тваринні ферми (МТФ, ПТФ), газгольдер та багато газових свердловин[2].